# 지금은 꽃미남 시대
《지금은 꽃미남 시대》는 MBC every1에서 2009년 5월 12일부터 10월 27일까지 매주 화요일 밤 11시 ~ 12시에 방송되었던 토크쇼 프로그램이다.

## 진행
- 파일럿 - 박명수, 유세윤, DJ 투컷츠, 일라이
- 정규 편성 - 박명수, 정형돈(16회부터 하차), 이지훈(8회부터 하차), 샤이니(11회부터 합류)

## 방송 목록
| 회차   | 방영 일자        | 게스트                 | 비고                       |
| ------ | ---------------- | ---------------------- | -------------------------- |
| 파일럿 | 2009년 4월 1일   | 2AM                    | 밤 9시 ~ 10시              |
| 1      | 2009년 5월 12일  | 신해철, 황현희         | 정규 편성                  |
| 2      | 2009년 5월 19일  | 에반, 오종혁           |                            |
| 3      | 2009년 5월 26일  | 신혜성, 김경욱, 김태환 |                            |
| 4      | 2009년 6월 2일   | 2PM                    |                            |
| 5      | 2009년 6월 9일   | 2PM                    |                            |
| 6      | 2009년 6월 16일  | 전진                   | 김미려 출연                |
| 7      | 2009년 6월 23일  | 오만석, 김정민         |                            |
| 8      | 2009년 6월 30일  | 티맥스                 | 이지훈 하차                |
| 9      | 2009년 7월 7일   | 샤이니                 |                            |
| 10     | 2009년 7월 14일  | 샤이니                 | 하상백, 김재욱 출연        |
| 11     | 2009년 7월 21일  | 코요태                 | 샤이니 합류                |
| 12     | 2009년 7월 28일  | 코요태, 소녀시대       |                            |
| 13     | 2009년 8월 4일   | 소녀시대               |                            |
| 14     | 2009년 8월 11일  | 슈퍼주니어             |                            |
| 15     | 2009년 8월 18일  |                        | Best 모음                  |
| 16     | 2009년 8월 25일  | FT 아일랜드            | 정형돈 하차                |
| 17     | 2009년 9월 8일   |                        | 홍종현, 송승현, 최종훈     |
| 18     | 2009년 9월 15일  |                        |                            |
| 19     | 2009년 9월 22일  |                        |                            |
| 20     | 2009년 9월 29일  |                        |                            |
| 21     | 2009년 10월 6일  |                        |                            |
| 22     | 2009년 10월 13일 |                        | 장동민, FT아일랜드, 홍종현 |
| 23     | 2009년 10월 20일 | 김새롬                 |                            |
| 24     | 2009년 10월 27일 | 김정민                 | 최종회                     |